# Frank Salisbury
Frank Salisbury (Harpenden, 18 december 1874 - Hampstead, 31 augustus 1962), was een Brits kunstschilder en ontwerper van gebrandschilderd glas.

## Levensloop
Salisbury werd geboren als zoon van een loodgieter en glazenzetter en leerde vanaf zijn vijftiende de kunst van het gebrandschilderd glas in het atelier van zijn broer James in St Albans.
Zijn interesse voor de schilderkunst werd gewekt toen hij een bezoek bracht aan de London Drawing Academy. Toen hij achttien jaar oud was, won hij een studiebeurs waarmee hij tussen 1892 en 1897 studeerde aan de Royal Academy of Arts in Londen. Tussendoor ging hij met een studiebeurs naar Italië, waar hij onder de indruk raakte van de fresco's uit de renaissance. Deze reis vormde zijn smaak voor pralende uitbeeldingen. Op de Royal Academy won hij verschillende medailles. Ook keerde hij daar later geregeld terug met exposities.
Hij maakte talrijke wandschilderingen in gebouwen, vooral in Londen, en schilderde verder religieuze en allegorische werken en voorstellingen van historische gebeurtenissen. Hij verwierf grote bekendheid om zijn portretschilderkunst. Zo schilderde hij vijf Britse premiers, vijf presidenten van de Verenigde Staten en een groot aantal andere bekende figuren, waaronder Benito Mussolini toen hij Italië bezocht in 1934. Zijn portretten schilderde hij in een traditionele stijl.

## Galerij

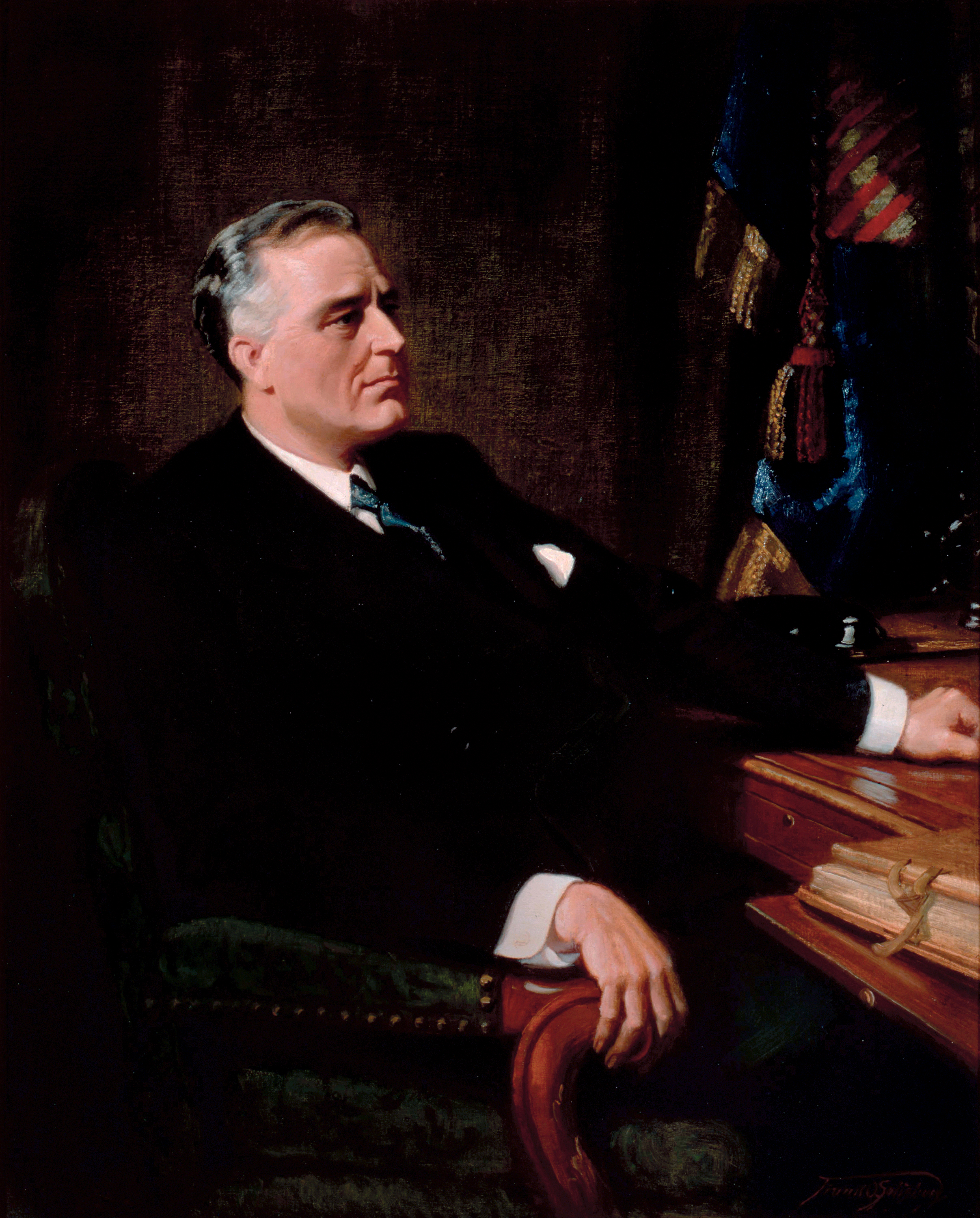
Portret van de Amerikaanse president Franklin Delano Roosevelt, 1947